# 原碧
原碧（？—21年），中国新朝皇帝王莽的侍妾。
原碧本是王莽孝睦皇后王氏身边的侍女，长得很美，王莽被她的美色迷住，很想纳她为妃，但又害怕遭到王氏的反对，所以王莽就瞒住王氏，私下和原碧私通，王皇后幼子太子王临也喜欢上了美豔动人的宫女原碧，他觊觎原碧的美貌多日了，也和原碧通姦。王临、原碧二人害怕事情暴露，两个人便计划一同杀死王莽。王临的妻子刘愔的父亲是国师公刘歆，所以略懂星象。她告诉王临近日宫中将会有白衣之会（木星和金星相合或者土星和金星相合）。王临心中暗喜，以为自己的计划会成功。地皇元年（20年），王莽将王临贬为统义阳王，让他到宫外居住。王临给母亲王皇后写信：“父皇对子孙太严。从前我的哥哥长孙（王宇）和仲孙（王获）都是三十岁时就死了。现在我三十岁，恐怕母后一旦有什么不幸，我将不知道会死在哪里！”王莽探望妻子病情时，看到了这封信，开始怀疑王临有恶意。地皇二年（21年）正月，王皇后病逝。王莽不让王临参加丧礼。安葬后，王莽派人把原碧抓起来拷问，原碧将私通、谋杀之事全部招认。王莽将原碧和拷问的官员全部杀掉，将尸体埋在狱中，死者家人都不知所在。王莽又逼王临、刘愔自杀。